# NGC 3946
NGC 3946 is een spiraalvormig sterrenstelsel in het sterrenbeeld Leeuw. Het hemelobject werd op 23 april 1886 ontdekt door de Franse astronoom Guillaume Bigourdan.

## Synoniemen
- MCG 4-28-89
- ZWG 127.96
- PGC 37268